# Bilderzeugung in einer Farbbildröhre

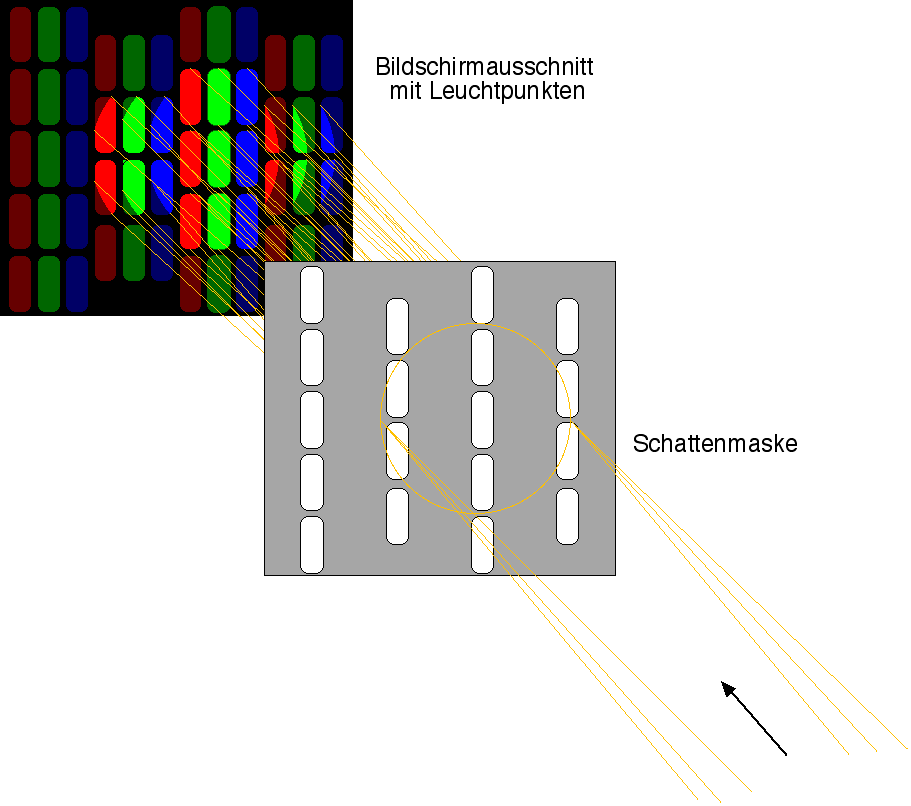
Der Weg der Elektronenstrahlen durch einen Ausschnitt einer Schlitzmaske in einer Farbbildröhre

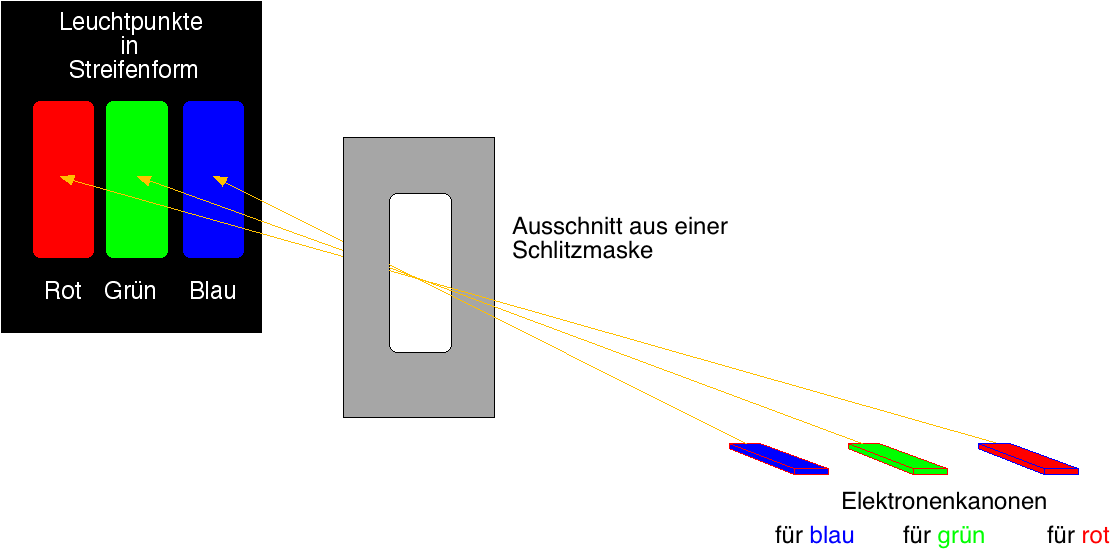
Schematischer Verlauf der Elektronenstrahlen durch einen Schlitz der Maske

Die Bilderzeugung in Farbbildröhren funktioniert im Prinzip bei Schlitz-, Streifen- und Lochmasken immer gleich und wurde 1938 für Werner Flechsig patentiert. Für die Erregung der Farbstoffphosphore jeder der drei Grundfarben hat die Bildröhre jeweils eine Elektronenkanone. Die Elektronenstrahlquellen liegen nebeneinander oder in Dreieckanordnung im Hals der Bildröhre. Die von ihnen ausgestoßenen Elektronenstrahlen werden mit Hilfe von Ablenkspulen magnetisch abgelenkt, so dass sie in 0,04 Sekunden (PAL, SECAM), oder 1/30 s (NTSC), den gesamten Bildschirm zeilenweise überstreichen. Um sicherzustellen, dass sie dabei jeweils nur die Phosphore der Farbe anregen, für die sie zuständig sind, befindet sich ca. 20 mm vor dem Leuchtschirm eine Maske, die diejenigen Elektronen abschattet bzw. auffängt, die auf die falschen Farben treffen würden.

Die drei Elektronenstrahlen schneiden sich in der Ebene der Schattenmaske – sie müssen dort zusammentreffen (Konvergenz), um Farbränder zu vermeiden. Die Maske besteht aus einem dünnen Blech, das ein regelmäßiges Muster punkt- oder schlitzförmiger Löcher enthält oder – bei der Trinitron-Bildröhre – aus vertikalen Metalldrähten besteht.
Die drei Elektronenstrahlen selbst haben einen so großen Durchmesser, dass sie in der Regel gleich mehrere der im gleichmäßigen Muster auf der Schattenmaske verteilten Löcher überstreichen. Dadurch regt jeder Elektronenstrahl gleich mehrere seiner Farbe entsprechenden Phosphore auf dem Bildschirm an. Jedoch wird durch die Schattenmaske verhindert, dass ein Elektronenstrahl eine Farbe anregt, für die er nicht zuständig ist.
Das Raster in der Schattenmaske hat deshalb weder etwas mit der Zeilenzahl noch mit der horizontalen Auflösung der verwendeten Fernsehnorm zu tun. Deshalb ist es der Bildröhre eines Fernsehers möglich, Bilder verschiedener Fernsehnormen mit verschiedener Zeilenzahl und horizontaler Auflösung anzuzeigen. Beispiele: NTSC M mit 525 Zeilen (480 sichtbar), PAL B/G mit 625 Zeilen (576 sichtbar) oder HDTV mit 1250 Zeilen (1152 sichtbar) und doppelter, horizontaler Auflösung von PAL B/G. Auch die Darstellung digitaler HDTV-Bilddaten, z. B. 1280 × 720 oder 1920 × 1080 Pixel, ist möglich.